# Assedio di Perpignano (1542)
L'assedio di Perpignano ebbe luogo nel 1542, a Perpignano (spagnolo: Perpiñán), tra la grande armata del Delfino Enrico di Francia e la guarnigione spagnola di Perpignano. Gli spagnoli resistettero fino all'arrivo dell'esercito spagnolo in Don Fernando Álvarez de Toledo, duca d'Alba, provocando il ritiro dell'esercito francese. L'assedio fu una delle sconfitte più pesanti di Francesco I nell'offensiva francese del 1542.

## Offensiva francese del 1542
Nel giugno 1541, Francesco I di Francia, alleato con i Ducati Uniti di Jülich-Kleve-Berg, l'Impero ottomano, la Danimarca e la Svezia, mise in mostra tutta la potenza a sua disposizione, arrivando con cinque eserciti. Francesco dichiarò guerra il 12 luglio 1542, ed i francesi lanciarono immediatamente un'offensiva con i cinque eserciti contro Carlo. Uno di questi, comandato da suo figlio Carlo d'Orléans andava in Lussemburgo. Un altro, comandato dal figlio maggiore di Francesco, il Delfino di Francia, marciò dal Roussillon verso la frontiera con la Spagna. Il terzo, comandato dal maresciallo Maarten van Rossum marciò sul Ducato del Brabante, il quarto sotto il Duca di Vendôme verso i Paesi Bassi e il quinto verso il Piemonte comandato dal maresciallo di Francia Claude d'Annebault.
Il risultato di questa nuova offensiva fu un fallimento per Francesco I. Nelle Fiandre, l'esercito di Maarten van Rossum, supporto da un esercito tedesco al comando del Duca di Jülich-Cleves-Berg, andò incontro ad una forte difesa imperiale spagnola nelle città di Lovanio e Anversa. Il duca d'Orleans attaccò il Lussemburgo, e nello stesso tempo, in Piemonte, l'esercito francese riuscì soltanto ad afferrare alcune città a seguito delle capacità di Claude d'Annebault.
Nel sud della Francia, nel Roussillon, l'esercito comandato da Enrico, Delfino di Francia, composto da 40 000 uomini, sostenuti dall'esercito del maresciallo Claude d'Annebault, assediò Perpignano, dopo aver perso tempo prezioso che venne utilizzato da Carlo V a rafforzare le città di Salses, Fuenterrabía e Perpignano.

## Assedio di Perpignano

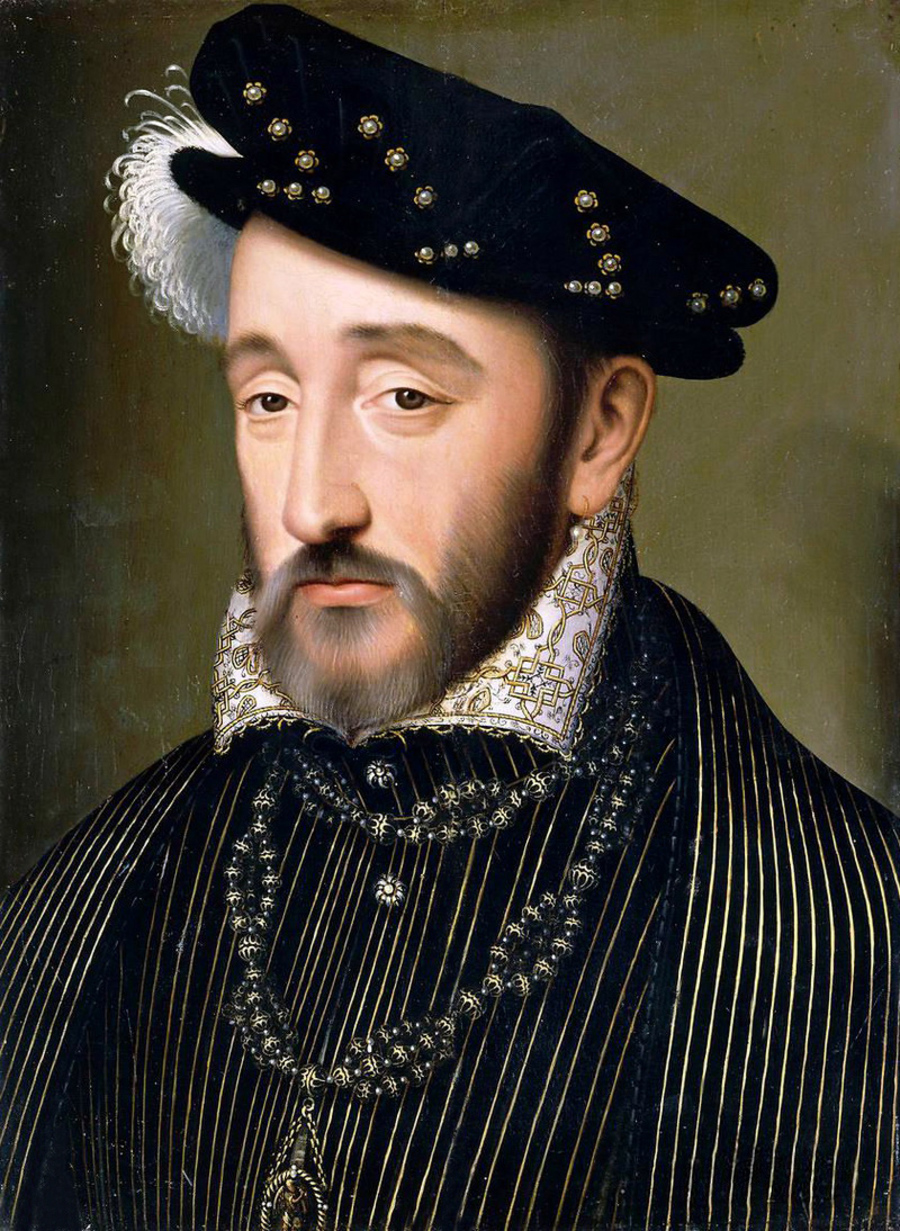
Enrico di Francia di François Clouet.

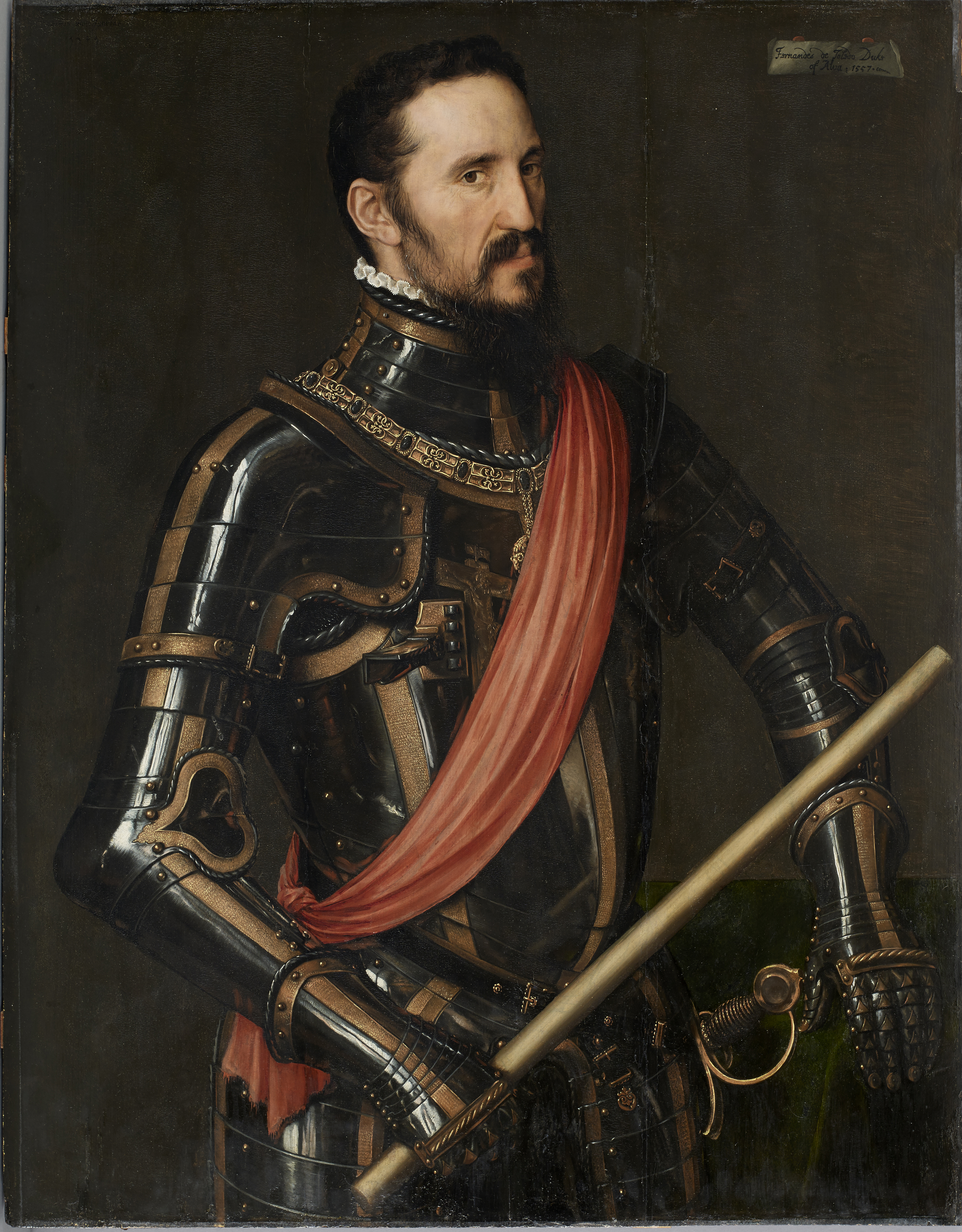
Il Duca d'Alba di Anthonis Mor.

Perpignano era stata rinforzata da Carlo V, con diversi nobili di Castiglia e le loro truppe, e da diverse centinaia di soldati veterani spagnoli.
Enrico, che aveva pensato che sarebbe stata una conquista facile, incontrò una feroce resistenza. Con una mossa intelligente degli spagnoli, i difensori guidati dai capitani Gabrio Serbelloni e Machichaco, attaccarono di sorpresa gli assedianti francesi e distrussero la maggior parte dell'artiglieria pesante con la quale Enrico aveva già iniziato a danneggiare le mura, provocando un duro colpo all'esercito francese.
Dopo molte difficoltà per i francesi, e senza alcuna speranza che l'Impero ottomano avesse potuto aiutarli, la città venne infine sollevata dall'arrivo dall'esercito del duca d'Alba, costringendo il comandante francese, il Delfino di Francia ad abbandonare l'assedio, e costringendolo alla ritirata. L'assedio causò una perdita molto pesante in morti, malati e feriti tra le file francesi, diventando un fallimento clamoroso per i francesi.

## Conseguenze
Quando il potere di Carlo V sembrava appannato dopo il disastro africano, Francesco I era lontano da raccogliere i frutti di un impegno che finì col risultare piuttosto costoso, e lui non poteva rispondere con la reputazione che egli aveva acquisito in tutta Europa. I due monarchi Carlo V e Francesco I, utilizzarono il resto dell'anno per preparare nuove campagne. Da parte francese, Francesco fece tutto il possibile per ottenere il sostegno militare dell'Impero ottomano, convincendo Solimano il Magnifico a tornare in Ungheria e ad attaccare i possedimenti di Carlo, mentre l'ammiraglio ottomano, Hayreddin Barbarossa avrebbe attaccato le coste spagnole e italiane.
In Europa, i francesi, sotto il Duca di Vendôme, conquistarono Lillers in aprile, e il maresciallo Claude d'Annebault aveva preso Landrecies. Guglielmo di Jülich-Kleve-Berg, invase il Brabante e iniziò a combattere in Artois e in Hainaut. Francesco, inspiegabilmente, fermò il suo esercito vicino Rheims; nello stesso tempo, Carlo attaccò Guglielmo, invadendo il ducato di Julich e conquistando Düren. Il duca d'Orléans conquistò il Lussemburgo il 10 settembre, ma la sua conquista si rivelò inutile, e il Lussemburgo venne riconquistato dalle forze imperiali sotto il Principe d'Orange. Il duca Guglielmo si arrese il 7 settembre, firmando il Trattato di Venlo con l'imperatore.

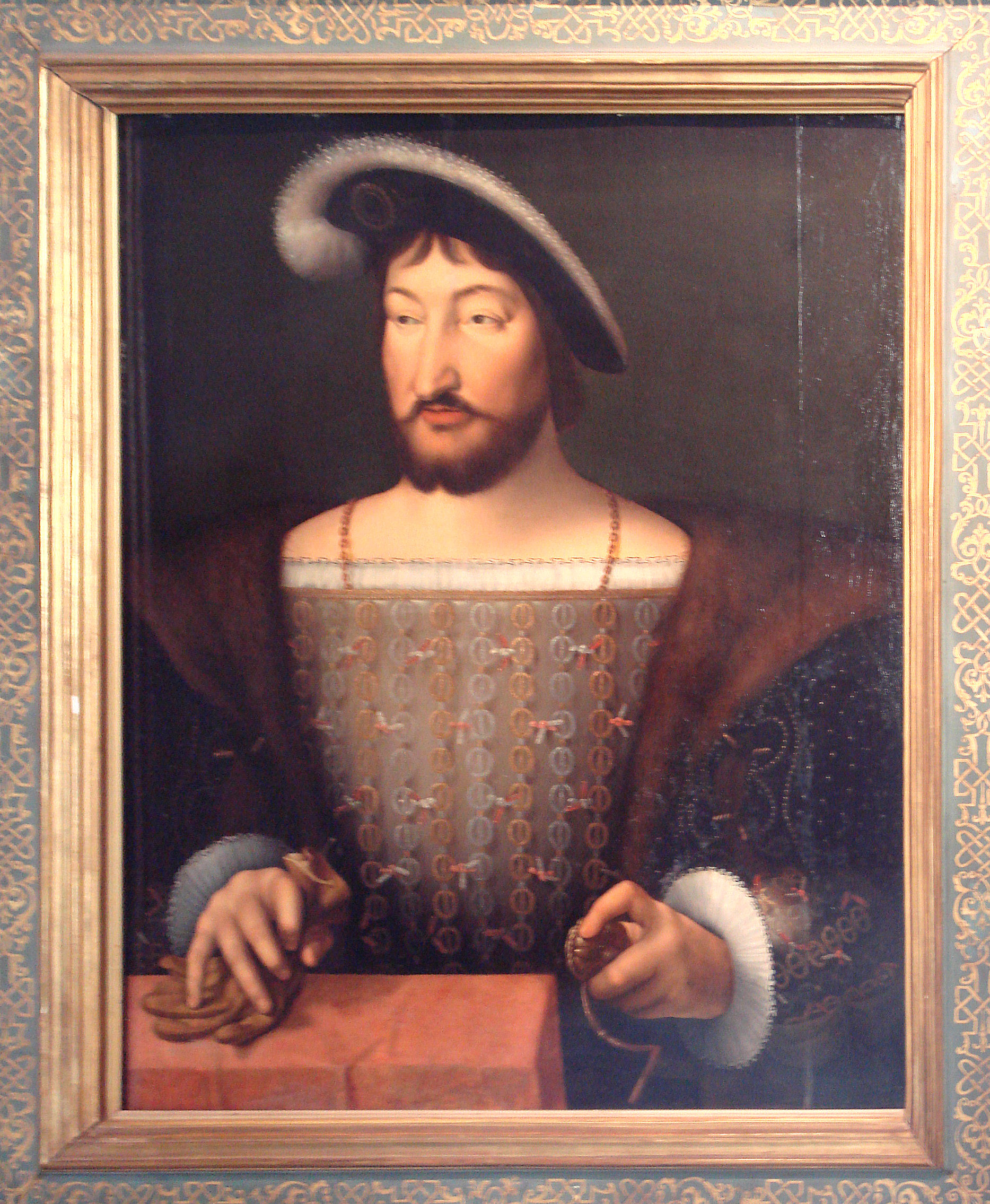
Francesco I di Francia di Joos van Cleve.